# HMS E52
HMS E52 – brytyjski okręt podwodny typu E. Zbudowany w latach 1915–1917 w William Denny and Brothers, Dumbarton, gdzie okręt został wodowany 21 stycznia 1917 roku. Rozpoczął służbę w Royal Navy 13 marca 1917 roku. Pierwszym dowódcą został Lt. P. E. Phillips.
3 stycznia 1921 roku został sprzedany firmie Brixham Marine & Eng. Co.